# Rodin Museum
Pour les articles homonymes, voir Rodin (homonymie).
Le Rodin Museum est un musée situé sur la Benjamin Franklin Parkway dans la ville de Philadelphie en Pennsylvanie. Il contient la plus grande collection d'œuvres par le sculpteur Auguste Rodin en dehors de Paris. Le musée, construit par l'architecte franco-américain Paul Philippe Cret, fut inauguré le 29 novembre 1929.
À l'entrée du musée, on peut voir la célèbre création Le Penseur. Plusieurs salles du musée hébergent beaucoup d'autres œuvres de l'artiste, y compris Le Baiser, Les Bourgeois de Calais et La Porte de l'enfer.